# Victoria Borisova-Ollas
Victoria Borisova-Ollas (nasceu a 21 de Dezembro de 1969, em Vladivostok, na Rússia) é uma compositora sueca de origem russa.

## Percurso
Estudou em Moscovo, primeiro na Central Music School e depois no Conservatório Tchaikovsky onde estudou composição musical, lá teve como professor Nikolaj Korndorf, a quem dedicou a sua obra The Kingdom of Silence.  Ela prosseguiu os seus estudos  Royal College of Music em Londres e por fim nas cidades de Malmö  e em Estolcomo na Suécia, país onde ficou a viver.
Ela compôs duas sinfonias, a Sinfonia nº 1 "O triunfo do céu"  e a Sinfonia nº 2 "Labirintos do tempo" .
A sua ópera The Ground Beneath Her Feet, com um libreto escrito por Edward Kemp, é uma adaptação do romance com esse nome de Salman Rushdie . A estreia no Bridgewater Hall durante o Manchester International Festival de 2007, foi narrada por Alan Rickman, dirigida por Mark Elder, e contou com um componente de filme de Mike Figgis .
É membro da Royal Swedish Academy of Music desde 2008.

## Prémios
1998 - A sua peça  Wings of the Wind  ganhou o segundo prémio na prestigiada competição internacional Masterprize para compositores
2005 - A Academia Real Sueca premiou a sua Symphony No. 1 com o prémio Minor Christ Johnson  
2008 - Foi premiada pela Associação dos Editores de Música Suecos por The Ground Beneath Her Feet 
2009 - Recebeu o Prémio Hilding Rosenberg da Associação de Compositores Suecos 
2010 - Golden Dances of the Pharaohs recebeu o prémio anual da Associação Sueca de Editores de Música; em 2011 foi novamente premiada por esta obra pela Academia Real Sueca da Músic com o prémio Christ Johnson.

## Obras
Entre as suas obras encontram-se:
- And time is running past midnight
- The Triumph of Heaven
- Phono Suecia
- 7 Singing Butterflies
- Golden Dances of the Pharaohs
- Behind Shadows
- Exodus: Departure
- Creation of the Hymn para orquestra de cordas
- Wings of the Wind, orchestra (1997)
- Symphony No. 1, "The Triumph of Heaven"
- Behind the Shadows